# Gra Karola
Gra Karola (Licytacja) – gra karciana dla dowolnej liczby graczy, w której zwykle wykorzystuje się jedną lub dwie talie; polegająca na odgadnięciu liczby i figur kart znajdujących się w posiadaniu wszystkich graczy w czasie rundy.

## Przebieg gry
Po przetasowaniu kart rozdaje się każdemu z graczy po pięć kart. Gracz ma prawo do wglądu do wyłącznie własnych kart. Następnie kolejny po rozdającym gracz licytuje liczbę i figurę kart, jakie mogą się znajdować w posiadaniu wszystkich graczy. Następny gracz może:
- sprawdzić poprzednika – w tym przypadku każdy z graczy kładzie wszystkie swoje karty na stół.
- podbić licytację – gracz musi wtedy wskazać starszą kartę w tej samej liczbie lub dowolną kartę w większej liczbie (np. po dwóch królach może podbić do dwóch asów lub do trzech lub większej sztuk dowolnej karty). W tym przypadku prawo do decyzji przechodzi do następnego gracza.

Dziewiątki i Jokery zastępują każdą kartę, czyli dla dwóch talii maksymalnie można wylicytować 8 (zwykłych) + 8 (dziewiątek) + 4 (Jokery) = 20 kart. Wynika z tego, że nieopłacalne jest licytowanie dziewiątek, choć możliwe. Jokerów nie licytuje się.
Gdy dokona się sprawdzenie, wśród wyłożonych kart na stół liczy się, czy sprawdzany miał rację.
- Jeśli liczba kart będzie równa lub większa od wylicytowanej – w następnej rundzie traci jedną kartę sprawdzający gracz.
- Jeśli liczba kart będzie mniejsza – kartę traci sprawdzany gracz.

W kolejnej rundzie tasuje karty przegrany gracz.
Gra kończy się, gdy tylko jeden gracz będzie w posiadaniu przynajmniej jednej karty.